# Bordetel·la pertússica
La bordetel·la pertússica (Bordetella pertussis) és un eubacteri gramnegatiu de morfologia coccobacil·lar, que pertany al gènere bordetel·la. A diferència de la bordetel·la broncosèptica, B. pertussis no pot infectar els humans pel contacte amb animals domèstics, sobretot en casos d'immunodeficiència, i no sempre té motilitat i flagels bacterians.
Bordetella pertussis es trasmet per gotetes aerotransportades. El contagi es produeix predominantment per contacte amb les secrecions respiratòries dels individus simptomàtics expel·lides al tossir o esternudar durant les dues primeres setmanes des de l'inici de la infecció, mentre que la disseminació del patogen a través de persones asimptomàtiques té poca rellevància. En cultius microbiològics, el seu període de creixement en incubadora és de 7-10 dies de mitjana (amb un marge de temps d'entre 6 i 20 dies). Aquest bacteri només pot perviure entre 3 i 5 dies sobre superficíes inanimades. La prova múltiple de la reacció en cadena de la polimerasa en temps real permet identificar i distinguir biomolecularment Bordetella pertussis i Bordetella parapertussis en una única mostra de sang.
Bordetella pertussis va ser identificat en un cultiu microbiològic per primera vegada a l'Institut Pasteur de Brussel·les pels bacteriòlegs Jules Bordet i Octave Gengou l'any 1906, emprant un medi d'agar que encara avui dia porta el seu nom, tot i les modificacions ulteriors. És l'agent causal de la tos ferina, una malaltia greu del sistema respiratori i reemergent malgrat les campanyes de vacunació a nivell mundial, que afecta habitualment els nens. Les vacunacions van començar la dècada del 1950 i al llarg dels anys el bacteri s'ha adaptat amb èxit arreu del món a diversos canvis circumstancials. La tos ferina és una de les malalties de declaració obligatòria i a Catalunya la taxa més alta d'infeccions per B. pertussis durant el període 2011-2018 va ser la de l'any 2015, que va assolir el valor de 49,2 per 100.000 habitants. A Espanya, l'índex de cobertura vacunal (proporció de persones, generalment nens, que han rebut una vacuna específica) contra el bacteri va ser l'any 2023 d'un 88,5 per cent.
Degut a l'acció de les toxines que secreta, com ara l'enzim adenilat ciclasa, les quals són els seus principals factors de virulència, B. pertussis altera l'activitat fagocítica dels neutròfils i destrueix les cèl·lules epitelials de l'arbre bronquial. Té una gran habilitat per eludir els mecanismes defensius del sistema immunitari innat del seu hoste. Algunes de les seves soques han perdut la capacitat de produir determinats antígens, un fet que altera la normal resposta immunitària contra elles i facilita la circulació del patogen entre les poblacions ja vacunades. Forma unes biopel·lícules molt compactes que li permeten adhehir-se a les estructures tissulars que colonitza, assegurant així la seva supervivència dins de l'organisme. L'únic reservori natural d'aquest bacteri molt contagiós és l'home. La vacunació sistemàtica infantil ha canviat el perfil epidemiològic de les infeccions per B. pertussis, augmentant la seva prevalença en adolescents i adults. Tot i així, en els nens la infecció aguda per aquest coccobacil no ha desaparegut del tot i està associada al desenvolupament d'episodis de reagudització de bronquitis crònica en alguns pacients amb aquesta malaltia respiratòria, de destret respiratori agut en infants, d'hipertensió pulmonar greu, de tos crònica, fractures costals i vertebrals múltiples per accessos de tos intensa, edema generalitzat neonatal, leucocitosi elevada, necessitat de ventilació mecànica o d'oxigenació per membrana extracorpòria, encefalopatia, síndrome hemoliticourèmica, síndrome nefròtica neonatal congènita secundària a tos ferina materna, pneumònia greu amb xoc sèptic i a un augment del risc de mortalitat pediàtrica. Els infants menors de quatre mesos representen quasi el 90 per cent de totes les morts causades per B. pertussis. La resistència als macròlids de la bordetel·la pertússica, els quals són la base del tractament contra les seves infeccions, ha anat augmentant al llarg de les darreres dècades i a hores d'ara és un problema especialment comú entre la població de la Xina continental. En persones adultes, la ronquera o l'angioedema laríngic poden ser els símptomes principals de la infecció del tracte respiratori superior per aquest bacteri. Molt rarament, B. pertussis és l'origen de bacterièmies en malalts infectats pel virus de la immunodeficiència humana.
El genoma complet dels 4.086.186 parells de bases de B. pertussis va ser publicat el 2003. En comparació amb el seu parent bacterià patogènic més proper, B. bronchiseptica, el seu genoma és molt més curt. Això s'explica per l'adaptació a un únic hoste, l'humà, i per perdre la capacitat de sobreviure fora del cos d'aquest hoste.